# La verità viene a galla
La verità viene a galla è una commedia composta dallo scrittore e psichiatra toscano Mario Tobino. La commedia è stata pubblicata per la prima volta nell'autunno del 1960 sul settimanale «Il Mondo» e, successivamente, edita in volume da Mondadori nell'aprile 1987.
L'opera costituisce l'unico scritto teatrale all'interno della vasta e variegata produzione dell'autore, che comprende poesie, romanzi, racconti e contributi di varia natura apparsi in rivista. La commedia non è mai stata rappresentata in scena.
La commedia è una denuncia della corruzione e della crisi di valori che caratterizzano la società italiana degli anni cinquanta.

## Storia editoriale
La stesura della commedia inizia alla fine degli anni cinquanta. Come si apprende da una missiva inviata da Tobino a Vittorio Sereni il 14 febbraio 1960, la composizione del testo interferisce con i lavori di revisione de Il Clandestino, il romanzo sulla Resistenza a cui è legato l'inizio della collaborazione di Tobino con la casa editrice Mondadori. Gli editori non accolgono l'opera favorevolmente: Niccolò Gallo, in una missiva indirizzata a Sereni, definisce la commedia «borghese, di costume, senza mordente: marionettistica più che grottesca» e non accetta che l'esordio di Tobino in Mondadori sia legato a questo testo.
La commedia trova spazio sul settimanale «Il Mondo» che, sotto la direzione di Mario Pannunzio, ospita di frequente contributi di Tobino. L'opera è pubblicata in tre episodi, corrispondenti ai tre atti teatrali, in data 25 ottobre, 1° e 8 novembre 1960.
A distanza di quasi trent'anni, l'opera è stata ripresa, revisionata e pubblicata in volume da Mondadori. Nella riedizione, si è passati da una commedia in tre anni a una in due tempi, mentre rimangono sostanzialmente immutati la trama e lo stile. Il volume appartiene alla collana «Collezione varia di letteratura» e presenta sulla copertina l'opera Prometeo o L'altro Lucifero del pittore italiano Alberto Abate.
In occasione della riedizione della commedia, Tobino ha rilasciato un'intervista promozionale al giornalista Giulio Nascimbeni, apparsa sul «Corriere della Sera» di domenica 19 aprile 1987. Nell'intervista, Tobino spiegala natura realista del suo teatro: «Sono personaggi e situazioni tolti di peso dalla vita: s'incontrano nella realtà che uno frequenta e nelle notizie che si leggono. È stato un fatto spontaneo, ripeto, saltare le parti descrittive, far dire le parole più immediate. Mi sono rivolto a me stesso: la vita è fatta così, e confessala allora, senza tanti paraventi».

## Trama
Protagonista della commedia è il Commendatore. Egli ha bisogno dell'appoggio delle forze politiche più influenti nella città in cui ha luogo la trama per assicurarsi il buon esito della gara d'appalto per la costruzione di un'autostrada e non si fa scrupolo a corrompere i rappresentanti dei principali partiti in cambio di ingenti somme di denaro. Grazie alla moglie Matilda, appartenente a una famiglia aristocratica vicina agli ambienti religiosi, il Commendatore non ha difficoltà ad entrare in contatto con i partiti di Destra, anche detti "pallidi" o "bianchi". Per ottenere il favore della Sinistra, al governo della città, deve ricorrere invece al Segretario Roberto, suo assistente, ex militante che ha però abbandonato il partito a causa di una divergenza di visioni politiche.
Il Segretario viene coinvolto nell'inganno e, grazie alle sue mosse, il Commendatore riesce ad ottenere l'appalto; il duplice episodio di corruzione non si svolge in scena, ma viene raccontato dal Segretario nell'ottava scena del primo tempo della commedia.
L'ingresso in scena del Segretario, portatore di un ideale di solidarietà ed umanità ed emblema di integrità morale, ha come conseguenza il crollo di tutte le ipocrisie su cui il Commendatore ha costruito la propria esistenza. La relazione tra il Commendatore e Gabriella, sua giovane amante, viene allo scoperto, così come la natura prettamente economica e d'interesse del matrimonio tra il Commendatore e sua moglie Matilda. Alfonsa, suggestionata dai dialoghi con Segretario, sviluppa una forte avversione verso la figura paterna e manifesta la volontà di allontanarsi dalla famiglia per lavorare come hostess. Il Segretario decide di rinunciare al guadagno che gli spetta per la partecipazione all'imbroglio e di trovare un altro lavoro.
Nell'ultima scena della commedia il Commendatore appare solo sulla palcoscenico per raccontare tutta la verità sulla sua vita.

## Personaggi
- Commendatore: è descritto come «un uomo che si è fatto da sé. Crede che la legge più importante sia l’imbroglio, che tutti sian deboli davanti al denaro, che non esistano patti, che non esista fedeltà né onore»[6]. Dopo aver trascorso l'infanzia in povertà, investiti in una piccola impresa i primi guadagni, ha avuto l'opportunità di sposare Matilda, proveniente da una ricca famiglia. Insoddisfatto del matrimonio, il Commendatore ha una relazione con Gabriella, donna più giovane di lui e sua segretaria.
- Il Segretario Roberto: viene descritto dall'autore come «un uomo alto, di circa cinquant’anni. È accompagnato da un velo di ironica malinconia, anche su se stesso e perfino a sua insaputa. Da poco ha abbandonato, dopo una profonda crisi, il suo partito rivoluzionario»[4]. In vari punti della commedia, il Segretario dà informazioni sul proprio passato e, in particolare, sul suo trascorso nella Resistenza, alla guida di una Brigata GAP. Si apprende che, conclusa la lotta partigiana, il Segretario ha preso le distanze da un partito di aridi, burocrati e calcolatori ed è quindi stato bollato come traditore dai vertici del partito di provenienza ed è completamente isolato: spinto dalla necessità economica, ha accettato l'impiego presso il Commendatore, senza però che ci sia alcuna aderenza tra i due sul piano ideologico.
- Gabriella: amante e segretaria del commendatore.
- Matilde: moglie del commendatore, proveniente da una famiglia benestante e vicina all'ambiente cattolico.
- Alfonsa: figlia del commendatore, non condivide il modo di pensare del padre. Al contrario, è affascinata dal Segretario, dal suo eroico passato partigiano e dal suo modo di vedere il mondo, tanto da innamorarsi di lui. Suggestionata dalle conversazioni col Segretario, decide di abbandonare la casa paterna per lavorare come hostess.
- Concina: è definita come «una fanciulla allegra, con gli impulsi della prima età»[4]. Nata da una famiglia di contadini, sin da bambina è stata accolta in casa del Commendatore ed è cresciuta insieme a sua figlia Alfonsa. Ha una forte rivalità con Gabriella.
- Mario Luca: pretendente di Alfonsa proveniente da una famiglia industriale.
- L'Alto Sacerdote: rappresentante del Partito cattolico, tramite il quale il Commendatore riesce ad ottenere il supporto e il voto dei partiti di destra.

## Tematiche
La verità viene a galla è inscrivibile nel filone politico-civile della produzione tobiniana, insieme a romanzi come Bandiera Nera (1950), Il Deserto della Libia (1952), Il Clandestino (1962) e Una giornata con Dufenne. Nelle opere percorse da impegno civile, sottolinea Bertoncini, «c'è una nota costante, che attraversa la rappresentazione di diverse stagioni o situazioni dell'Italia contemporanea allo scrittore ed è la polemica acre e risentita verso un sistema politico e sociale profondamente ingiusto, produttore di ingiustizie, fatto e governato da uomini ignoranti e arroganti, e sopraffattori nei confronti dei ceti più deboli economicamente o comunque nei confronti degli uomini onesti e animati da ideali puri». Attraverso la figura del Segretario, Tobino esprime la delusione di chi avverte che l'impegno generoso e coraggioso di chi si è adoperato per l'avvento di una società libera e giusta è stato tradito con l'affermazione di una classe dirigente spregiudicata e burocratica.